# ناحیه مردان
ناحیه مردان (به انگلیسی: Mardan District) یک ناحیه‌ در پاکستان است که در خیبر پختونخوا واقع شده‌است. ناحیه مردان ۱٬۶۳۲ کیلومتر مربع مساحت و ۲٬۳۷۳٬۰۶۱ نفر جمعیت دارد.